# Toulenne
Toulenne är en kommun i departementet Gironde i regionen Nouvelle-Aquitaine i sydvästra Frankrike. Kommunen ligger i kantonen Langon som tillhör arrondissementet Langon. År 2022 hade Toulenne 2 860 invånare.

## Befolkningsutveckling
Antalet invånare i kommunen Toulenne
Referens:INSEE